# コモンウェルス (戦艦)
|          | |
| 艦歴     | |
| 発注     | 1903年 |
| 起工     | 1902年6月17日 |
| 進水     | 1903年5月13日 |
| 就役     | 1905年3月 |
| 退役     | |
| その後   | 1921年11月18日にスクラップとして売却                                                                                                 |
| 除籍     | |
| 性能諸元 | |
| 排水量   | 基準 15,630トン、満載 17,000トン |
| 全長     | 453 ft 8 in (138 m) |
| 全幅     | 78 ft (23.7 m) |
| 吃水     | 25 ft 6 in (8.2 m) |
| 機関     | 2軸推進、18,000 hp (13 MW) |
| 最大速   | 18.5ノット (34.3 km/h) |
| 航続距離 | 最高速で2,000カイリ (3,700 km) |
| 乗員     | 777名 |
| 兵装     | 12インチ砲4門 9.2インチ砲4門 6インチ砲4門 12ポンド砲8門 3インチ対空砲2門 3ポンド対空砲6門 3ポンド砲2門 18インチ魚雷発射管4門 機銃5基 |

コモンウェルス (HMS Commonwealth) はイギリス海軍の戦艦。キング・エドワード7世級。

## 艦歴
1902年6月17日起工。1903年5月13日進水。1905年3月竣工。
竣工後「コモンウェルス」はポーツマス工廠に運ばれ、そこで予備役状態に置かれた。1905年5月9日にデボンポート工廠で就役し、大西洋艦隊に編入される。1907年2月11日、「コモンウェルス」はラゴス付近で戦艦「アルベマール」と衝突した。2月遅くにデボンポート工廠で修理が開始された。
修理中の1907年3月に「コモンウェルス」は海峡艦隊に転属となった。修理完了後、1907年5月28日に再就役。1907年8月、「コモンウェルス」は座礁した。1909年3月24日、「コモンウェルス」の所属していた海峡艦隊は本国艦隊の一部となった。1910年10月から1911年6月まで「コモンウェルス」はデボンポートで修理を行った。
1912年5月の艦隊再編で、「コモンウェルス」を含む8隻のキング・エドワード級戦艦で第3戦艦戦隊が編成された。第1次バルカン戦争発生のため、1912年11月に第3戦艦戦隊は地中海へ派遣された。1912年11月27日にマルタに到着し、国際部隊によるモンテネグロ封鎖やシュコドラ占領に参加した。第3戦艦戦隊は1913年にイギリスに帰還した。そして、1913年6月27日に本国艦隊に復帰した。
第一次世界大戦勃発時、第3戦艦戦隊はグランドフリートに所属。戦隊はノーザン・パトロールに当たるグランドフリートの巡洋艦の支援に充てられた。1914年11月2日、戦隊は海峡艦隊の増援にために充てられ、ポートランドに基地を移した。1914年11月13日に戦隊はグランドフリートに戻った。
「コモンウェルス」は1916年4月までグランドフリートで活動していた。1914年12月から1915年2月まで修理。
1916年4月29日、第3戦艦戦隊はシアネスに基地を移した。1916年5月3日、第3戦艦戦隊はグランドフリートからノア管区の所属になった。「コモンウェルス」は1917年8月までそこに所属していた。
1917年8月、「コモンウェルス」は第3戦艦戦隊から外れ、ポーツマス工廠で大規模化改装を行うため退役した。1918年4月16日に再就役しノーザン・パトロールでの任務に従事。1918年8月21日、グランドフリートに移される。「コモンウェルス」は砲術練習艦として使用された。
3年間練習艦として使用された後、1921年2月に「コモンウェルス」は退役した。1921年11月18日にスクラップとして売却。その後ドイツの会社に転売され、解体のためドイツへ曳航された。